# تايغر علي سينغ
تايغر علي سينغ هو مصارع محترف كندي، ولد في 7 مارس 1973 في تورونتو في كندا.

## وصلات خارجية
- تايغر علي سينغ على موقع CageMatch worker (الإنجليزية)

- تايغر علي سينغ على موقع IMDb (الإنجليزية)